# Francisco Ventoso
Francisco José Ventoso Alberdi (Reinosa, 6 maggio 1982) è un ex ciclista su strada spagnolo con caratteristiche di velocista, professionista dal 2004 al 2020. In carriera ha vinto una Parigi-Bruxelles, due tappe al Giro d'Italia e una alla Vuelta a España.

## Carriera

### 2004-2007: Saunier Duval

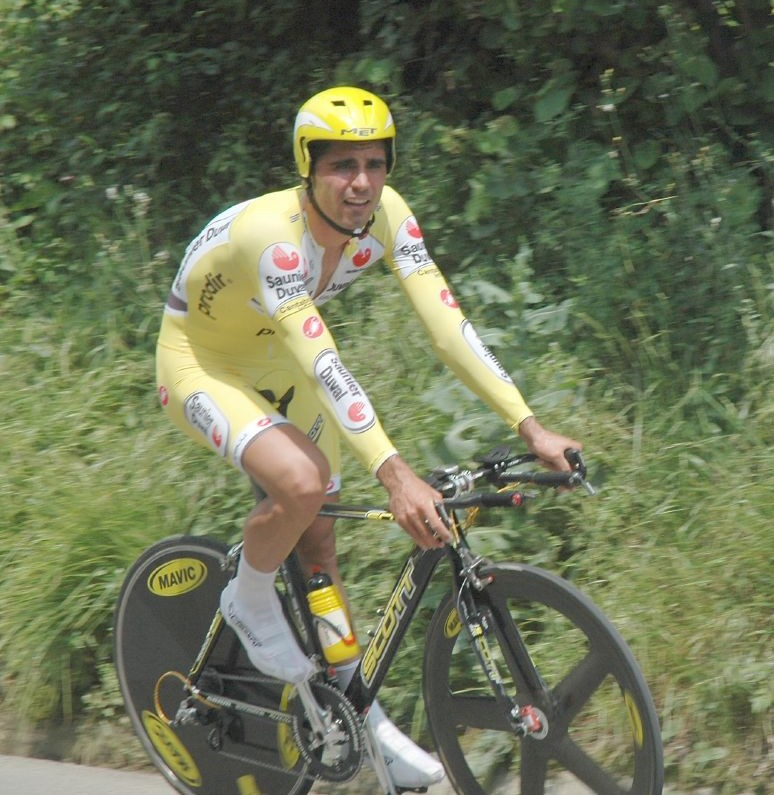
Francisco Ventoso con la maglia della Saunier Duval-Prodir in una prova a cronometro nel 2009.

Dopo aver ottenuto diversi successi di tappa in corse soprattutto spagnole da Under-23, fece il suo debutto da professionista con la Saunier Duval-Prodir nel 2004. Nel suo primo anno da pro vinse una tappa al Tour of Qatar e il Wachovia Championship a Filadelfia. Nel 2005 prese parte sia al Giro d'Italia che alla Vuelta a España: nella "Corsa rosa" colse diversi piazzamenti nelle prime tappe, ma dopo due settimane si ritirò; alla Vuelta si fece invece notare soprattutto nella quarta tappa, dove sfiorò il podio trovando un quarto posto.
A inizio 2006 fu protagonista sia alla Volta a la Comunitat Valenciana, dove ottenne due podi ma nessun successo, che alla Parigi-Nizza, in cui venne preceduto dai soli Tom Boonen e Allan Davis nella prima tappa. Dopo una vittoria di tappa alla Euskal Bizikleta, prese parte al Tour de France cogliendo diversi piazzamenti nei dieci. In stagione partecipò anche alla Vuelta a España, dove dopo un piazzamento nei primi dieci nella seconda frazione, vinse la terza battendo in volata Thor Hushovd e Stuart O'Grady piazzandosi poi altre sei volte nei primi dodici di tappa; venne anche convocato per la prova in linea dei campionati del mondo di Salisburgo.
Nel 2007 iniziò la stagione con diversi piazzamenti parziali nelle corse a tappe spagnole e francesi, conquistando anche tre tappe alla Vuelta a Castilla y León; arrivò poi al quarto posto sui pavès della Gand-Wevelgem, dietro il connazionale Óscar Freire e gli specialisti Roger Hammond e Marcus Burghardt. Prese parte di nuovo al Tour de France, ma trovò solo pochi piazzamenti e dopo la tredicesima tappa si ritirò.

### 2008-2010: Andalucía e Carmiooro

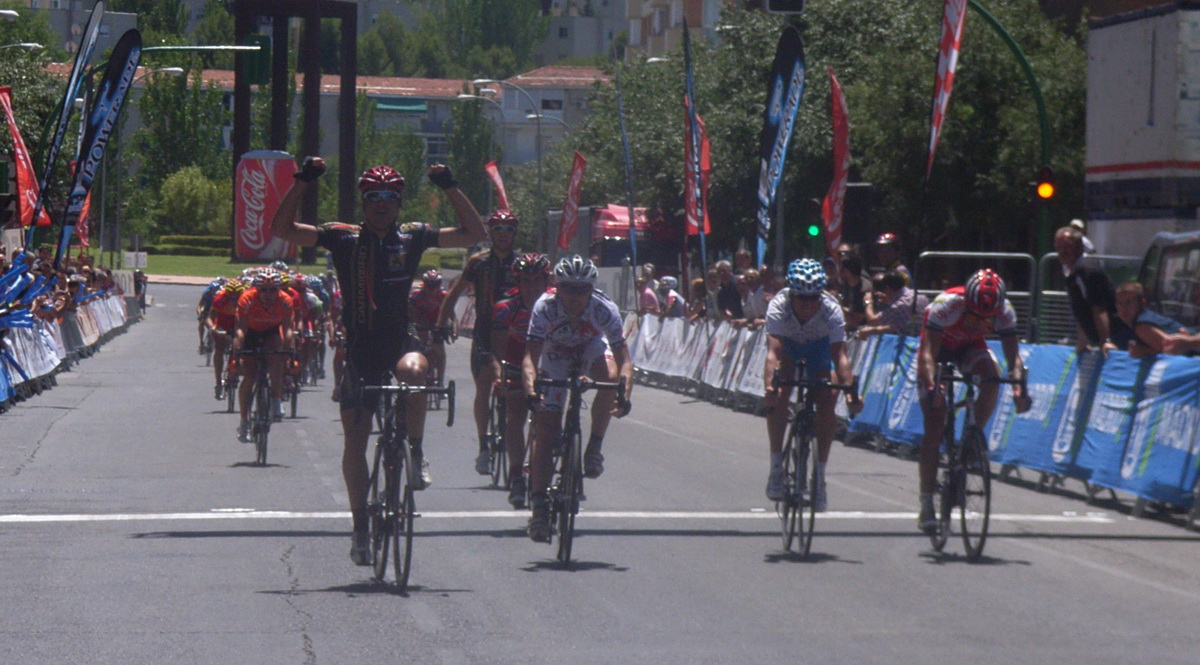
francisco Ventoso vince in volata la seconda tappa della Vuelta a Madrid nel 2009.

Nel 2008 passò all'Andalucía-Cajasur, squadra Professional Continental spagnola. Dopo un avvio sotto le righe, partecipò alla Vuelta a Castilla y León vincendo una frazione. Vinse poi anche una tappa alla Vuelta a La Rioja, ma non prese parte a nessun grande giro. Nel 2009 passò a una squadra Continental, la Carmiooro-A-Style. In febbraio concluse quarto al Trofeo Laigueglia e sesto al Gran Premio dell'Insubria; successivamente vinse una tappa alla Vuelta a Madrid trovando diversi piazzamenti anche alla Settimana Ciclistica Lombard, alla Paris-Corrèze, di cui vinse la classifica finale, alla Coppa Agostoni e al Giro del Veneto. Tornò alla vittoria al Tour du Gévaudan, aggiudicandosi una tappa e chiudendo in quarta posizione nella classifica generale, e a seguire vinse due tappe su tre, oltre alla classifica finale, nel Cinturó de l'Empordà. Conquistò infine il Gran Premio Bruno Beghelli e una tappa e la classifica finale del Tour of Hainan (senza mai scendere sotto la quinta posizione).
Con la Carmiooro divenuta squadra Professional nel 2010, Ventoso in stagione partecipò al Giro della Provincia di Reggio Calabria chiudendo secondo nella classifica finale; tra marzo e agosto vinse una tappa allo Ster Elektrotoer e una alla Vuelta a Madrid, trova anche diversi altri piazzamenti ma senza partecipare ai Grandi Giri. A settembre ritrovò il successo vincendo in volata la prestigiosa Parigi-Bruxelles e piazzandosi pochi giorni dopo quinto al Gran Premio Industria e Commercio di Prato.

### Dal 2011 al 2017: Movistar e BMC
Nel 2011 venne messo sotto contratto dalla Movistar, squadra World Tour diretta da Eusebio Unzué. In stagione vinse una tappa al Tour Down Under in Australia, successivamente fece sue una frazione alla Vuelta a Andalucía e due alla Vuelta a Castilla y León. In maggio si aggiudicò allo sprint, davanti ad Alessandro Petacchi, la tappa di Fiuggi Terme al Giro d'Italia. Nel 2012, dopo il successo di tappa al Circuit de la Sarthe, fece il bis al Giro d'Italia vincendo la tappa di Frosinone. Nel prosieguo di annata si laureò anche campione nazionale spagnolo nella prova in linea, vincendo poi pure una tappa al Tour du Poitou-Charentes; in estate venne anche convocato per rappresentare la Spagna nella prova in linea ai Giochi olimpici di Londra.
Nel 2013 ottiene solo alcuni piazzamenti, tra cui l'undicesimo posto alla Milano-Sanremo e l'ottavo al Grand Prix de Ouest-France, ma nessuna vittoria; anche nel 2014, sempre in maglia Movistar, non ottiene successi, passando a svolgere perlopiù ruoli di gregariato a favore del più giovane Juan José Lobato. In entrambe le stagioni partecipa comunque al Giro d'Italia, nell'edizione 2014 contribuendo anche alla vittoria finale del compagno Nairo Quintana. Nel 2017 abbandona la Movistar e viene messo sotto contratto dalla BMC, squadra di ciclismo statunitense.

## Palmarès
- 2004 (Saunier Duval-Prodir, due vittorie)

Wachovia International Championship
1ª tappa Tour of Qatar (Sealine Beach Resort > Doha Landmark)
- 2006 (Saunier Duval-Prodir, due vittorie)

3ª tappa Vuelta a España (Cordova > Almendralejo)
4ª tappa, 1ª semitappa Euskal Bizikleta (Leintz-Gatzaga > Agurain)
- 2007 (Saunier Duval-Prodir, tre vittorie)

2ª tappa Vuelta a Castilla y León (Zamora > Salamanca)
3ª tappa Vuelta a Castilla y León (Salamanca > Valladolid)
5ª tappa Vuelta a Castilla y León (El Burgo de Osma > Soria)
- 2008 (Andalucía-Cajasur, due vittorie)

3ª tappa Vuelta a Castilla y León (Valladolid > Villa del Lago de Urueña)
1ª tappa Vuelta a La Rioja (Autol > Calahorra)
- 2009 (Carmiooro-A-Style, nove vittorie)

2ª tappa Vuelta Ciclista a la Comunidad de Madrid (Coslada > Coslada)
Classifica generale Paris-Corrèze
1ª tappa Tour du Gévaudan Languedoc-Roussillon (Mende > Marvejols)
1ª tappa Cinturó de l'Empordà (Castelló d'Empúries > Roses)
2ª tappa Cinturó de l'Empordà (Besalú > Banyoles)
Classifica generale Cinturó de l'Empordà
Gran Premio Bruno Beghelli
4ª tappa Tour of Hainan (Wenchang > Haikou)
Classifica generale Tour of Hainan
- 2010 (Carmiooro-N.G.C., quattro vittorie)

5ª tappa Vuelta a Andalucía (Torrox Costa > Antequera)
2ª tappa Ster Elektrotoer (Eindhoven > Sittard-Geleen)
2ª tappa Vuelta Ciclista a la Comunidad de Madrid (Coslada > Coslada)
Parigi-Bruxelles
- 2011 (Movistar Team, cinque vittorie)

5ª tappa Tour Down Under (Willunga)
3ª tappa Vuelta a Andalucía (Villa de Otura > Jaén)
1ª tappa Vuelta a Castilla y León (Medina de Rioseco > Palencia)
2ª tappa Vuelta a Castilla y León (Valladolid > Salamanca)
6ª tappa Giro d'Italia (Orvieto > Fiuggi Terme)
- 2012 (Movistar Team, quattro vittorie)

3ª tappa Circuit de la Sarthe (Angers > Pré-en-Pail)
9ª tappa Giro d'Italia (San Giorgio del Sannio > Frosinone)
Campionati spagnoli, prova in linea
5ª tappa Tour du Poitou-Charentes (Melle > Poitiers)

### Altri successi
- 2007 (Saunier Duval-Prodir)

Classifica a punti Vuelta a Castilla y León
- 2011 (Movistar Team)

3ª tappa Vuelta a Burgos (Pradoluengo > Belorado, cronosquadre)
- 2017 (BMC Racing Team)

1ª tappa Vuelta a España (Nîmes, cronosquadre)

## Piazzamenti

### Grandi Giri
- Giro d'Italia

2005: ritirato (13ª tappa)
2011: non partito (13ª tappa)
2012: 92º
2013: 66º
2014: 125º
2017: 94º
2018: 89º
2019: 87º
- Tour de France

2006: 78º
2007: ritirato (13ª tappa)
2011: 139º
- Vuelta a España

2005: 93º
2006: 78º
2015: 81º
2017: 92º
2018: 111º
2019: 97º
2020: ritirato (5ª tappa)

### Classiche monumento
- Milano-Sanremo

2004: 147º
2005: 58º
2006: 109º
2007: 82º
2010: 40º
2011: 11º
2012: 18º
2013: 11º
2014: 17º
2016: 134º
2017: 112º
2018: 121º
- Giro delle Fiandre

2005: ritirato
2006: 49º
2007: 71º
2011: 104º
2012: ritirato
2013: 45º
2014: ritirato
2015: 55º
2016: ritirato
2017: ritirato
2018: ritirato
2020: ritirato
- Parigi-Roubaix

2005: ritirato
2006: ritirato
2007: ritirato
2012: ritirato
2013: 37º
2014: 54º
2015: 66º
2016: ritirato
2017: ritirato
2018: ritirato
- Liegi-Bastogne-Liegi

2004: ritirato
- Giro di Lombardia

2004: ritirato
2016: ritirato

### Competizioni mondiali
- Campionati del mondo

Hamilton 2003 - In linea Under-23: 10º
Salisburgo 2006 - In linea Elite: 109º
Doha 2016 - In linea Elite: ritirato
- Giochi olimpici

Londra 2012 - In linea: 31º